# Amyelois transitella
Amyelois transitella är en fjärilsart som beskrevs av Walker 1863. Amyelois transitella ingår i släktet Amyelois och familjen mott. Inga underarter finns listade i Catalogue of Life.

## Bildgalleri

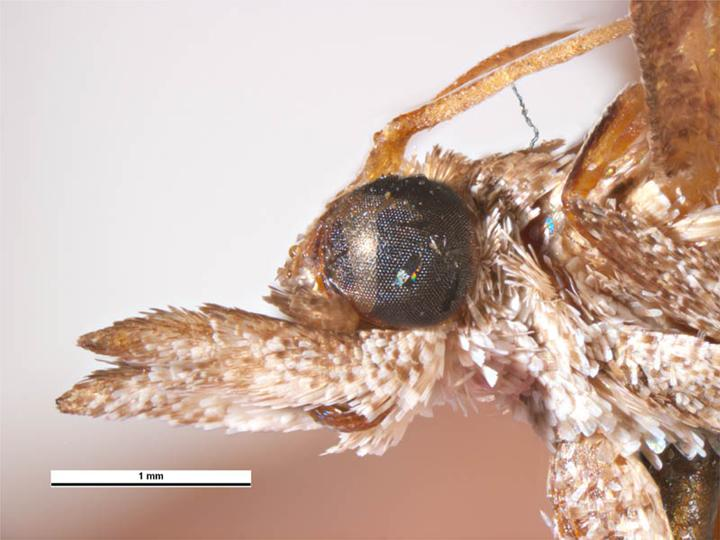
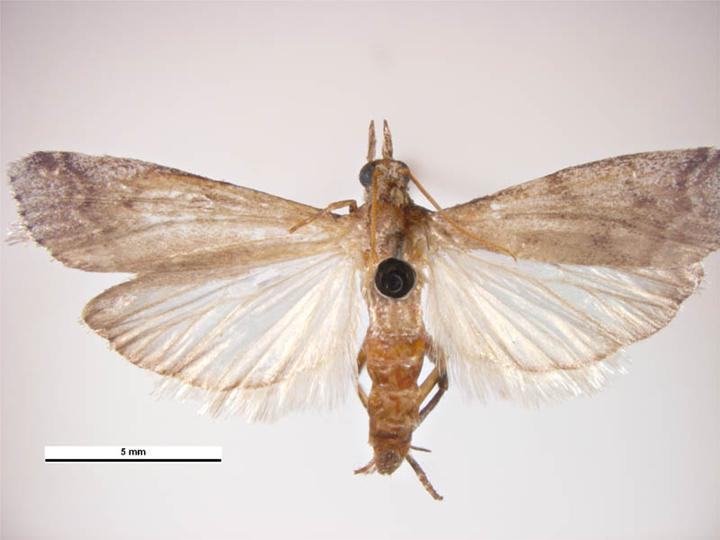
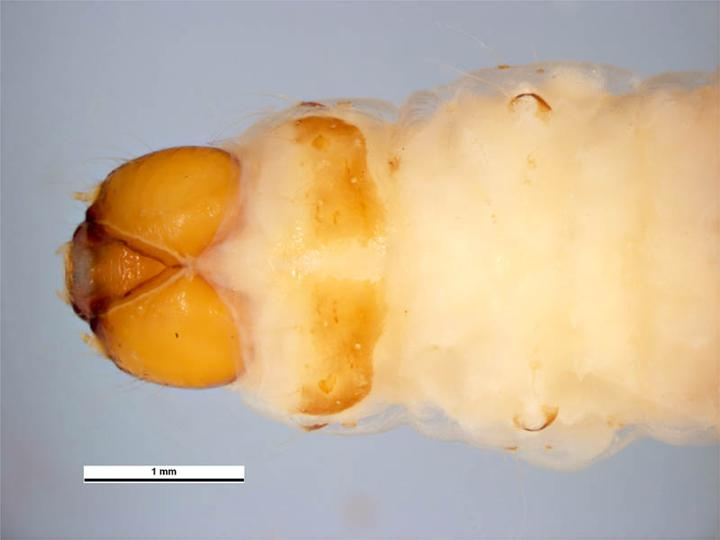
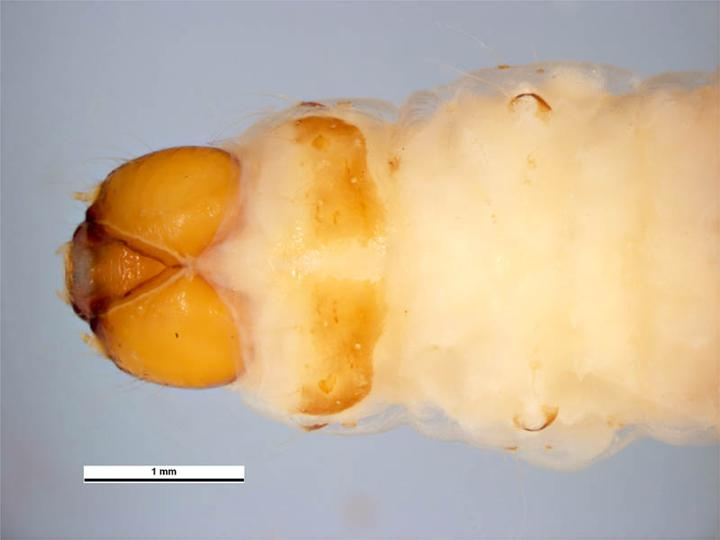